# Ci son dentro fino al collo...
Ci son dentro fino al collo... (La moutarde me monte au nez) è un film del 1974 diretto da Claude Zidi.